# Woman's Place
Pour plus de détails, voir Fiche technique et Distribution.
Woman's Place est un film américain réalisé par Victor Fleming, sorti en 1921.

## Fiche technique
- Titre : Woman's Place
- Réalisation : Victor Fleming
- Scénario : John Emerson et Anita Loos
- Photographie : J. Roy Hunt et Oliver T. Marsh
- Pays d'origine : États-Unis
- Format : Noir et blanc - 1,33:1 - Film muet
- Genre : comédie romantique
- Date de sortie : 1921

## Distribution
- Constance Talmadge : Josephine Gerson
- Kenneth Harlan : Jim Bradley
- Hassard Short : Freddy Bleeker
- Florence Short : Amy Bleeker